# Cimetière Le Py
 (mai 2025).
Si vous disposez d'ouvrages ou d'articles de référence ou si vous connaissez des sites web de qualité traitant du thème abordé ici, merci de compléter l'article en donnant les références utiles à sa vérifiabilité et en les liant à la section « Notes et références ».
Le cimetière Le Py se trouve dans la ville de Sète, à un kilomètre et demi environ de la plage de la Corniche. Il ne doit pas être confondu avec le cimetière marin Saint-Charles.
On y trouve les sépultures de plusieurs personnalités dont Georges Brassens.

## Histoire
Le cimetière ouvre en 1877, il est à l'origine consacré à saint Lazare. Il accueille pendant ces premières années les défunts enterrés en fosse commune.

## Personnalités inhumées célèbres
- Lucien Barjon (1916-2000), acteur ;
- Yvan Beck (1909-1963), footballeur ;
- Georges Brassens (1921-1981), auteur-compositeur-interprète, enterré avec sa demi-sœur Simone et sa compagne Püpchen
- Alfred Nakache (1915-1983), nageur et joueur de water-polo ;
- Jean-Baptiste Reilles dit Mac Kac (1920-1987), musicien de jazz ;
- Lucien Salette (1879-1937), homme politique.